# 藤岡健一
藤岡 健一（ふじおか けんいち、1961年1月1日 - ）は、日本中央競馬会 (JRA) ・栗東トレーニングセンターに所属する調教師。
実子に藤岡佑介騎手と藤岡康太元騎手。

## 来歴
父が厩務員であった。
1979年4月、栗東・宇田明彦厩舎の厩務員となる。11月、同厩舎の調教助手となる。
1986年3月17日、長男・佑介が誕生。
1988年12月19日、次男・康太が誕生。
1994年4月、宇田の死去により栗東・伊藤雄二厩舎所属となる。
2000年5月、栗東・南井克巳厩舎所属となる。
2001年、調教師免許を取得。
2002年11月21日、厩舎開業。
2012年12月19日、サマリーズで全日本2歳優駿に優勝し、統一JpnI競走初優勝。
2016年3月27日、ビッグアーサーが高松宮記念を勝ち、JRAのGIにて初優勝。
2016年4月10日、ジュエラーが桜花賞を勝ち、クラシック競走を勝利。
2021年3月7日、小倉競馬第5Rでワイドエンペラーが勝利し、JRA通算500勝を達成した。
2024年4月10日、次男・康太が落馬事故により殉職。享年35歳。

## 調教師成績
|            | 日付           | 競馬場・開催   | 競走名            | 馬名               | 頭数 | 人気 | 着順 |
| ---------- | -------------- | -------------- | ----------------- | ------------------ | ---- | ---- | ---- |
| 初出走     | 2002年11月23日 | 5回京都7日5R   | 障害3歳上オープン | メイショウイダテン | 11頭 | 11   | 中止 |
| 初勝利     | 2003年5月24日  | 1回新潟7日5R   | 3歳未勝利         | ボスポラス         | 12頭 | 1    | 1着  |
| 重賞初出走 | 2003年2月2日   | 2回中山2日11R  | 東京新聞杯        | グリーンブリッツ   | 14頭 | 12   | 14着 |
| 重賞初勝利 | 2004年6月5日   | 3回東京5日11R  | ユニコーンS       | トップオブワールド | 16頭 | 5    | 1着  |
| GI初出走   | 2003年12月7日  | 5回阪神2日11R  | 阪神JF            | アズマサンダース   | 18頭 | 13   | 6着  |
| GI初出走   | 2003年12月7日  | 5回阪神2日11R  | 阪神JF            | エイシンヘーベ     | 18頭 | 14   | 14着 |
| GI級初勝利 | 2012年12月19日 | 10回川崎3日11R | 全日本2歳優駿     | サマリーズ         | 14頭 | 3    | 1着  |
| GI初勝利   | 2016年3月27日  | 2回中京6日11R  | 高松宮記念        | ビッグアーサー     | 18頭 | 1    | 1着  |

### 主な管理馬
※括弧内は当該馬の優勝重賞競走、太字はGI級競走。
- トップオブワールド（2004年ユニコーンステークス）
- アズマサンダース（2005年京都牝馬ステークス）
- タマモサポート（2006年ラジオNIKKEI賞、2009年京都金杯）
- ワンカラット（2009年フィリーズレビュー、2010年函館スプリントステークス、キーンランドカップ、2012年オーシャンステークス）
- サマリーズ（2012年全日本2歳優駿、2014年クラスターカップ）
- サウンズオブアース  (2014年菊花賞2着、2015年有馬記念2着、2016年ジャパンカップ2着)
- ビッグアーサー（2016年高松宮記念、セントウルステークス）
- ジュエラー（2016年桜花賞）
- リリーノーブル  (2017年阪神ジュベナイルフィリーズ2着、2018年優駿牝馬2着)
- ヒーズインラブ （2018年ダービー卿チャレンジトロフィー）
- ロードゴラッソ （2019年シリウスステークス、2020年名古屋大賞典）
- ジャックドール（2022年金鯱賞、札幌記念、2023年大阪杯）[5]
- エトヴプレ（2024年フィリーズレビュー）[6]

## 主な厩舎スタッフ
- 千田輝彦（調教助手、2008年11月 - 2010年2月　技術調教師、2010年3月 - 2011年2月）
- 奥村豊（調教助手、2006年4月 - 2014年2月　技術調教師、2014年3月 - 2015年2月）

このほか、所属騎手ではないが、息子の佑介、康太を積極的に起用している。佑介とのコンビでは重賞を4勝、康太で1勝をあげている。